# Desabamento do teto da Igreja Renascer
O desabamento do teto da Igreja Renascer em Cristo, localizada na Avenida Lins de Vasconcelos, nº. 1108, Bairro do Cambuci, na região central de São Paulo, ocorreu no final da tarde em 18 de janeiro de 2009, no Brasil.

## Mortos e feridos
Segundo dados da assessoria de imprensa da instituição, o desmoronamento matou 9 pessoas, e feriu 107. Estima-se que 400 pessoas esperavam o começo de um culto no local, antes do acidente

## Causas do desabamento
O Ministério Público de São Paulo investiga as informações das licenças e nos laudos obtidos pela Igreja Renascer que permitiram a utilização do prédio para suas celebrações religiosas. De acordo com a promotora de Justiça de Habitação e Urbanismo, a igreja apresentava todos os documentos necessários para o funcionamento.
O MP, vem fazendo acompanhamento do prédio da igreja desde 1998 uma vez que vizinhos e fiéis já haviam feito reclamações sobre a estrutura do local. Em 1999, a igreja foi fechada a pedido do Ministério Público. Em 16 de dezembro do mesmo ano, o Instituto de Pesquisas Tecnológicas (IPT) apresentou um laudo atestando a segurança do local o que permitiu a reabertura do templo para a realização de cultos. Nos anos 2000 e 2008, a prefeitura concedeu novas licenças para a igreja. Esses documentos permitiam que o local recebesse fiéis.
“Isso que aconteceu, para nós foi uma grande surpresa. Um engenheiro e um arquiteto contratados pela igreja nos apresentaram atestados de que o telhado estava em ordem e, além disso, o IPT nos forneceu um laudo dizendo que o telhado estava em ordem”, disse, em coletiva em São Paulo.
Segundo a promotoria, a nova licença para o uso do prédio, obtida pela Renascer em julho de 2008, tinha validade de um ano. A promotora disse que será investigado ainda o motivo de a prefeitura, responsável pela fiscalização das edificações, não ter exigido atestados entre os anos de 2000 e 2008.

## Interdição das buscas e bloqueio de casas
O coordenador-geral da Defesa Civil, comanda as ações de vistoria para analisar os riscos que ainda correm os imóveis vizinhos ao prédio da igreja. Por medida de cautela, foram interditados oito imóveis que poderiam ser atingidos, caso as paredes laterais que restaram da destruição venham a cair. Sete deles são residências, em que os moradores foram evacuados e a maioria decidiu ir para a casa de parentes ou amigos, a ter de se abrigar em locais oferecidos pela Defesa Civil. Entre os imóveis comprometidos está um estabelecimento comercial, interditado parcialmente. Todos os vizinhos que tiveram as casas afetadas estão recebendo o auxílio de funcionários tanto da Defesa Civil quanto da Assistência Social da Subprefeitura da Sé.

## Processo
Sobreviventes e parentes das vítimas da tragédia afirmam que se preparam para mover ações contra a igreja. Fiéis responsabilizam a direção da igreja pelas mortes e reclamam da pressa para a reconstrução da nova sede. "Eles (dirigentes) vão reconstruir uma igreja nas costas do povo", desabafou Maria, uma sobrinha de uma das vítimas. Ela afirmou que a tia frequentou os cultos da Renascer por 14 anos, recebia um salário mínimo e mantinha doações mensais superiores a R$ 130. "Ela era fervorosa, praticamente uma beata", lembra ela. Embora a igreja tenha arcado com as despesas do funeral da tia, Maria diz que, no velório, pastores especularam sobre os bens deixados pela aposentada e chegaram a perguntar se a vítima havia deixado algo para ser doado à Igreja. "Sabiam que ela era sozinha e não tinha filhos nem marido", disse. Para Maria, os raros contatos com os representantes da Igreja desde a morte da tia eram tentativas de convencer a família a evitar uma ação civil. "Eles queriam que a gente não entrasse com a ação", afirma.